# Čemerno

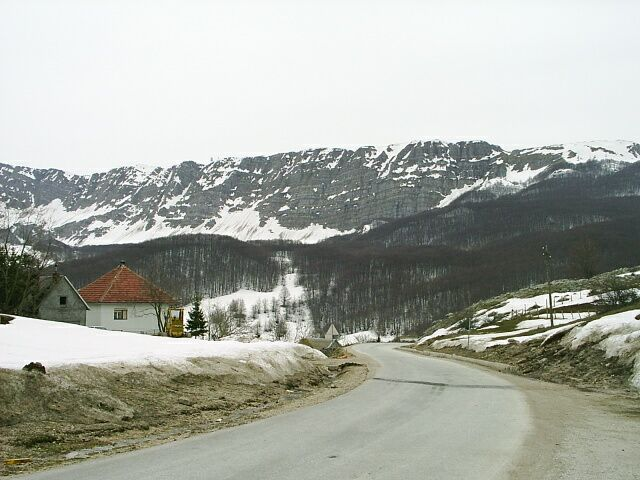
Průsmyk Čemerno v zimě

Průsmyk Čemerno (srbsky Превој Чемерно) se nachází ve východní Bosně a Hercegovině, mezi pohořími Živnja a Lebršnik. Nachází se v nadmořské výšce 1293 m n. m. a svůj název má podle čemerenského údolí. Vede ním silnice, spojující města Foča a Trebinje na jihovýchodě Bosny a Hercegoviny. Průsmyk se nachází na území Národního parku Sutjeska.
Horský průsmyk je přirozenou cestou z krasových polí v oblasti měst Gacko a Trebinje do údolí řeky Sutjesky a Driny. Již ve středověku zde byla cesta, která spojovala Dubrovnickou republiku se Srbskem a Bosnou a Hercegovinou. Asfaltová moderní cesta zde byla zbudována v roce 1958. V letech 2008-2011 byl pod průsmykem zbudován 2,1 km dlouhý tunel, který zlepšil dopravní situaci v jihovýchodní části Bosny a zkrátil cestu mezi městy na obou stranách průsmyku.
Průsmykem prochází hranice mezi úmořími Černého moře a moře Jaderského; stejně jako i klimatický předěl mezi vlivem středomořského a kontinentálního podnebí.
Od roku 1892 se v blízkosti průsmyku nachází i meteorologická, a od roku 1959 i fenologická stanice.